# Burcardo IV di Hassegau
Burcardo IV di Hassegau (942 – Capo Colonna, 13 luglio 982) è stato un nobile tedesco, conte di Hassegau e Liesgau.

## Biografia
Sono ancora oggetto di dibattiti le sue esatte origini familiari, ma è probabile che fosse il figlio del conte Dedi di Hassegau, nonché genero del duca di Svevia Burcardo III. Quest'ultimo fatto è testimoniato dalla cronaca delle nozze di Burcardo III con la margravia di Coira Edvige di Svevia, dalla quale però non ebbe figli, e dall'imperatore Ottone II. Una teoria alternativa sostiene che sia lo stesso Bucardo III il padre di Burcardo, concepito con la moglie, che apparteneva alla dinastia degli Immedingi. Un'altra parentela incerta è quella con Teodorico I di Wettin, capostipite della dinastia Wettin, il quale probabilmente era fratello di Burcardo IV.
Nel 973, alla morte di Burcardo III, il ducato di Svevia fu assegnato dal nuovo imperatore Ottone II, al figlio di Liudolfo, Ottone I, che poco dopo divenne anche duca di Baviera.
Nel 981 venne arruolato nell'esercito di Ottone II per dirigersi alla volta dell'Italia a combattere contro i Saraceni dell'emiro Abu l-Qasim Ali. Morì in battaglia il 13 luglio 982 a Capo Colonna, vicino a Crotone.

## Matrimonio e discendenza
Dal matrimonio con Emma di Merseburg nacquero tre figli:
- Burcardo I di Goseck, conte palatino di Sassonia e capostipite dei conti di Goseck;
- Federico I di Goseck († dopo il 1042);
- Oda di Goseck (figlia), moglie del conte Gebardo I di Querfurt (970 - 1017) (Querfurt).